# Nonambes
Els nonambes o nolambes (dinastia Nolamba o Nonamba) foren una dinastia que va governar al territori anomenat Nolambavadi a Karnataka. Eren una branca dels pal·laves, els primers governants del país telugu i altres llocs. Apareixen esmentats al segle ix. La comunitat actual dels nonabes a Karnataka són els descendents dels habitants dels seus dominis.